# Tekken 8
Tekken 8 (鉄拳8, Tekken Eito) est un jeu vidéo de combat développé et édité par Bandai Namco Entertainment. Huitième opus principal de la série de jeux vidéo Tekken, le jeu est sorti le 26 janvier 2024 sur les plateformes PlayStation 5, Microsoft Windows et Xbox Series.

## Synopsis
Jin Kazama et son père, Kazuya Mishima, sont sur le point de commencer leur bataille finale, qui se prépare depuis plusieurs années. Alors que Jin a déjà affronté ses proches dans les jeux précédents de la franchise, dans le prochain, il est montré dans un conflit majeur avec son anomalie Devil Jin car il continue d'absorber son humanité au point qu'il devient l'alter-ego de celui-ci au milieu du combat. Cependant, Harada a fait remarquer que la scène finale de la bande-annonce impliquant des chaînes brisées agit comme un symbole pour Jin se libérant des conflits auxquels il est lié depuis plusieurs jeux. Se déroulant six mois après les événements de Tekken 7, le combat rappelle la bataille finale entre Kazuya et son père Heihachi, mais Harada vise à surprendre le public. Jin veut tuer Kazuya pour mettre fin au chaos de leur lignée alors que son père continue de semer le chaos dans le monde.

### Le Réveil des Ténèbres
Six mois après la défaite de Heihachi Mishima, Jin Kazama, assisté de Lars Alexandersson et Lee Chaolan, à la tête de la force rebelle Yggdrasil, tend un piège à son père Kazuya Mishima dans le ciel de Manhattan. L'affrontement tourne en faveur de Kazuya qui déchaine sa puissance de démon et tue des millions d'habitants. La vision de destruction rappelle à Jin les images de sa mère Jun Kazama tuée par le dieu Ogre, qui lui font perdre le contrôle de son Devil Gene. L'opération est un échec et Kazuya, sous sa forme de démon, annonce un nouveau King of Iron Fist Tournament, où les champions de toutes les régions du monde devront s'affronter.
Une semaine plus tard, alors que le tournoi de qualification du King of Iron Fist Tournament va commencer, Jin, encore blessé, est observé par Lars et Lee qui concluent que Jin ne peut plus faire appel à ses pouvoirs de démon. Malgré le rapport alarmant d'Alisa Bosconovitch qui était désignée pour entrer dans les qualifications, Jin décide d'essayer de se qualifier pour le Japon, et Alisa restera en observation pour une possible intervention de la G Corporation. Dans les coulisses du tournoi, Jin rencntre Reina, une autre étudiante de la Mishima Polytechnic, dont le style de combat rappelle à Jin celui de Heihachi. Jin parvient à se qualifier en battant Reina puis Hwoarang, montrant par instants son pouvoir de démon en combat. Après sa victoire, Reina demande à Jin si elle peut le rejoindre dans son affrontement avec Kazuya, avec une idée en tête.
Depuis Rome où la deuxième phase du tournoi doit avoir lieu, Claudio Serafino, Zafina et Ling Xiaoyu observent les combats. Zafina refait un point sur la situation à Claudio : quand il a pris la tête de la Mishima Zaibatsu au terme du 5e King of Iron Fist Tournament, Jin a déclaré une troisième guerre mondiale contre Kazuya afin de provoquer l'apparition du démon Azazel et le détruire, mais l'âme du démon Azazel est encore sur Terre, emprisonnée dans le bras gauche de Zafina, or elle a découvert que l'envie grandissante de Kazuya a nourri le pouvoir d'Azazel, et seul Jin peut l'arrêter. Au même moment, Leo Kliesen et son père Niklas arrivent dans la base d'Yggdrasil, où ils exposent leur découverte sur le lien entre Azazel et le Devil Gene : Azazel a donné les pouvoirs du gène à des humains en des temps anciens, créant des démons qui le serviraient et pourraient utiliser ce pouvoir en montrant une envie forte, et parmi les descendants de ces humains, on trouve le clan Hachijo, dont est issue Kazumi Mishima, mère de Kazuya et grand-mère de Jin.
Au colisée de Rome, alors que le tournoi principal commence, Lars rencontre Victor Chevalier, le chef des forces des Nations Unies et fondateur de l'unité Raven, qui accepte de se coordonner avec Yggdrasil pour capturer Kazuya, ignorant que Claudio, Zafina et Xiaoyu comptent aussi infiltrer les lieux. Jin progresse dans le tournoi en battant Leroy Smith, qui ressent le conflit intérieur de Jin qui lui apprend à abandonner ses peurs et suivre son cœur, tout en le remerciant de ses actions à Manhattan. L'attaque simultanée de Yggdrasil, des Nations Unies et de l'équipe de Claudio est un échec : tous comprennent que le tournoi n'était qu'un piège de Kazuya pour attirer Zafina et rassembler suffisamment de rage de combat pour réveiller Azazel. Kazuya brise le sceau d'Azazel qui retrouve sa forme physique, et l'absorbe, prenant sa forme de True Devil. Reina, connaissant tout du Devil Gene, affronte Kazuya afin de gagner du temps pour Claudio qui prépare un rituel d'exorcisme, visiblement au prix de sa vie, mais Kazuya n'est que blessé au bras. La blessure permet à Azazel de continuer à résister et Kazuya préfère fuir.
Convaincue par Zafina qu'il existe un moyen de reprendre le contrôle de ses pouvoirs, Jin se rend là où il a grandi avec sa mère, dans les forêts de l'île de Yakushima, qu'il avait quitté après la mort de sa mère, accompagné de Xiaoyu, Lili et Asuka. En route, Lili réalise que Jin est le dernier membre en vie de la branche principale du clan Kazama. Kazuya suit les mouvements de Jin et prépare le déploiement des forces de la G Corporation sur Yakushima. Les forces d'Yggdrasil et des Nations Unies, menées par Lars, Lee et Victor Chevalier, ainsi que plusieurs combattants du tournoi (Leo, Reina, Leroy Smith, Hwoarang, Paul Phoenix, Kuma) affrontent l'armée de la G Corporation menée par Nina Williams et soutenue par d'autres combattants (Serguei Dragunov, Marshall Law, Azucena), alors que Xiaoyu se retrouve seule à défendre le sanctuaire où Jin s'est rendu. Kazuya apparait et décime les combattants des deux côtés. Lars se replie vers le sanctuaire pour aider Xiaoyu, alors que Reina, persuadée qu'un combat qui la mènera près de la mort éveillera un pouvoir en elle, se met sur le chemin de Kazuya et se laisse atteindre par un rayon du démon. Elle se réveille peu après, révélant qu'elle porte aussi le Devil Gene.
Malgré la présence de Lars et Xiaoyu, Kazuya rejoint le sanctuaire et s'en prend à Jin. Mais celui-ci a réussi à utiliser la force du Devil Gene et la retourner par le pouvoir du clan Kazama pour obtenir une forme angélique. L'intense combat entre Jin et Kazuya va jusque dans l'espace, où leurs forces respectives s'annulent et provoquent une purge mutuelle de leurs gènes. Revenus sur Terre, le duel continue et Jin parvient, en combinant ses techniques de karaté traditionnel, de style Mishima et de style Kazama, à vaincre son père. La paix est revenue sur Terre, et les combattants des deux bords s'efforcent de reconstruire ce qui le peut en participant à des soupes populaires. Des photos montrent que Claudio et Zafina ont survécu. Une image montre Kazuya inconscient être récupéré, et une scène de mi-crédits révèle que Reina, fille cachée de Heihachi, a pris le contrôle de son Devil Gene.

## Système de jeu
Le gameplay de Tekken 8 est axé sur "l'agressivité" et dispose d'un nouveau système appelé "Heat", les Rage Arts introduits dans Tekken 7 étant toujours de la partie. Le gameplay récompense l'agressivité plutôt que la défense dite "turtle up", changeant drastiquement les stratégies en e-sport.
L'accent est également mis sur la destruction des scènes, les réactions des personnages à celles-ci et la création d'un gameplay agréable à regarder et à jouer. Ce nouveau système est ainsi basé sur les critiques de son prédécesseur.
Aussi, plutôt que de recycler le contenu, tous les modèles de personnages et toutes les cartes sont complètement nouveaux et sont censés être une amélioration par rapport aux jeux précédents, le tout développé sous Unreal Engine 5.

## Personnages

### Personnages de base
Le jeu propose initialement 32 personnages.
| Personnage         | Voix                    | Débuts                        |
| ------------------ | ----------------------- | ----------------------------- |
| Alisa Boskonovitch | Yuki Matsuoka           | Tekken 6: Bloodline Rebellion |
| Asuka Kazama       | Ryōko Shiraishi         | Tekken 5                      |
| Azucena Ortiz      | Marisa Contreras        | Tekken 8                      |
| Bryan Fury         | David Schaufele         | Tekken 3                      |
| Claudio Serafino   | Diego Baldoin (it)      | Tekken 7                      |
| Devil Jin          | Isshin Chiba            | Tekken 5                      |
| Feng Wei           | Chuan Yin Li            | Tekken 5                      |
| Hwoarang           | Um Sang-hyun (en)       | Tekken 3                      |
| Jack-8             | Aucune                  | Tekken                        |
| Jin Kazama         | Isshin Chiba            | Tekken 3                      |
| Jun Kazama         | Mamiko Noto             | Tekken 2                      |
| Kazuya Mishima     | Masanori Shinohara (ja) | Tekken                        |
| King               | Aucune                  | Tekken                        |
| Kuma               | Aucune                  | Tekken                        |
| Lars Alexandersson | Jun'ichi Suwabe         | Tekken 6: Bloodline Rebellion |
| Lee Chaolan        | Ryōtarō Okiayu (en)     | Tekken                        |
| Leo Kliesen        | Philipp Zieschang       | Tekken 6                      |
| Leroy Smith        | Beau Billingslea (en)   | Tekken 7                      |
| Lili Rochefort     | Laura Blanc             | Tekken 5: Dark Resurrection   |
| Ling Xiaoyu        | Māya Sakamoto           | Tekken 3                      |
| Marshall Law       | David Vincent (en)      | Tekken                        |
| Nina Williams      | Mary Elizabeth McGlynn  | Tekken                        |
| Panda              | Aucune                  | Tekken 3                      |
| Paul Phoenix       | Jamieson Price (en)     | Tekken                        |
| Raven              | D. C. Douglas (en)      | Tekken 5                      |
| Reina              | Asami Setō              | Tekken 8                      |
| Sergei Dragunov    | Shōhei Harada           | Tekken 5: Dark Resurrection   |
| Shaheen            | Alain Ghazal            | Tekken 7                      |
| Steve Fox          | Gideon Emery            | Tekken 4                      |
| Victor Chevalier   | Vincent Cassel          | Tekken 8                      |
| Yoshimitsu         | Tomokazu Seki           | Tekken                        |
| Zafina             | Cindy Robinson (en)     | Tekken 6                      |

### Personnages en téléchargement
À l'instar de Tekken 7, le jeu propose de nouveaux personnages en DLC payants. Un premier pass saisonnier de quatre personnages est annoncé en août 2023. Les personnages annoncés en DLC sont les suivants :
| Personnage       | Voix               | Débuts   | Date de sortie   |
| ---------------- | ------------------ | -------- | ---------------- |
| Eddy Gordo       | Christiano Torreão | Tekken 3 | 5 avril 2024     |
| Lidia Sobieska   | Aleksandra Nowicka | Tekken 7 | 22 juillet 2024  |
| Heihachi Mishima | Taiten Kusunoki    | Tekken   | 3 octobre 2024   |
| Clive Rosfield   | Ben Starr          | Tekken 8 | 16 décembre 2024 |

| Personnage    | Voix               | Débuts   | Date de sortie  |
| ------------- | ------------------ | -------- | --------------- |
| Anna Williams | Lenne Hardt        | Tekken   | 3 avril 2025    |
| Fahkumram     | Aphichat Samutsiri | Tekken 7 | 10 juillet 2025 |
| Armor King    | Aucune             | Tekken   | 13 octobre 2025 |
| Miary Zo      |                    | Tekken 8 |                 |

## Développement
Un teaser pour une nouvelle entrée principale dans la série avait été présenté lors du tournoi de Tekken 7 à l'EVO 2022, avant d'être officiellement annoncé le 13 septembre 2022, lors de la présentation State of Play de Sony. Il devrait sortir sur PlayStation 5, Xbox Series et Microsoft Windows via la plateforme Steam. Dans la continuité du septième jeu principal, il se concentre sur une conclusion de l'inimitié de Kazuya et Jin. Le jeu marque le retour de Jun Kazama, la mère de Jin, supposée morte dans les événements de Tekken 3. Le design de Jun vient de l'artiste Mari Shimazaki, célèbre pour Bayonetta. La deuxième bande-annonce a également révélé le retour de Paul Phoenix, Marshall Law, King, Lars Alexandersson ainsi que les débuts de Jack-8.